# Municipio de Buffalo (Minnesota)
El municipio de Buffalo (en inglés: Buffalo Township) es un municipio ubicado en el condado de Wright en el estado estadounidense de Minnesota. En el año 2010 tenía una población de 1804 habitantes y una densidad poblacional de 24,63 personas por km².

## Geografía
El municipio de Buffalo se encuentra ubicado en las coordenadas 45°11′39″N 93°49′0″O / 45.19417, -93.81667. Según la Oficina del Censo de los Estados Unidos, el municipio tiene una superficie total de 73.24 km², de la cual 66,39 km² corresponden a tierra firme y (9,36 %) 6,86 km² es agua.

## Demografía
Según el censo de 2010, había 1804 personas residiendo en el municipio de Buffalo. La densidad de población era de 24,63 hab./km². De los 1804 habitantes, el municipio de Buffalo estaba compuesto por el 98,56 % blancos, el 0,17 % eran afroamericanos, el 0,44 % eran asiáticos, el 0,06 % eran isleños del Pacífico, el 0,33 % eran de otras razas y el 0,44 % eran de una mezcla de razas. Del total de la población el 1,88 % eran hispanos o latinos de cualquier raza.